# Gerard Langemeijer
Gerard Eduard Langemeijer (Dieren, 3 november 1903 – Bloemendaal, 12 april 1990) was een Nederlands jurist, procureur-generaal bij de Hoge Raad der Nederlanden en hoogleraar.

## Biografie
Langemeijer werd geboren als zoon van de arts Eduard George Langemeijer en Wilhelmina Crèvecoeur. Hij studeerde rechten aan de Universiteit Leiden en promoveerde daar op 1 november 1927 bij Eduard Meijers op het proefschrift Zaaksvervanging. Daarna werd hij advocaat in Den Haag tot hij benoemd werd als ambtenaar bij het openbaar ministerie in 1929. In 1939 werd hij rechter in Amsterdam. In de Tweede Wereldoorlog werd hij opgepakt, vermoedelijk vanwege zijn publicaties in het Nederlands Juristenblad en overgebracht naar het gijzelaarskamp in Sint-Michielsgestel, waar hij tot 1 maart 1944 vastzat. Daar begon hij aan de bewerking van het door zijn voorganger bij de Hoge Raad, Tarquinius Noyon (1848-1929) verzorgde commentaar op het Wetboek van Strafrecht dat uiteindelijk, als 5e druk, in 1947 zou verschijnen.
Na de Tweede Wereldoorlog werd hij aangesteld als advocaat-fiscaal bij Bijzonder Raad van Cassatie, een beroepsinstantie voor oorlogsmisdadigers en collaborateurs. Deze functie zou hij tot de opheffing van die raad in 1950 vervullen. Intussen was hij per 29 augustus 1947 benoemd tot advocaat-generaal bij de Hoge Raad waar hij vervolgens van 16 oktober 1957 tot 1 december 1973 procureur-generaal was. Bij zijn afscheid werd hem daarbij door collega's een Liber amicorum aangeboden.
In 1958 trouwde Langemeijer met juriste dr. Cornelia Maria van Schreven (1909-1984); uit dit huwelijk werden geen kinderen geboren, maar zij had uit een eerder huwelijk wel kinderen. Zijn neef Frans Langemeijer (1953) werd eveneens advocaat-generaal, en later plv. procureur-generaal bij de Hoge Raad.

### Nevenfuncties
Langemeijer was van 1946 tot 1958 bijzonder hoogleraar aan de universiteit van Leiden waar hij het vak 'inleiding' doceerde, later ook de 'wijsbegeerte des rechts'. Op 7 juni 1946 hield hij zijn inaugurele rede, Ons oordeel over wat recht moet zijn; zijn afscheidscollege hield hij exact vijftien jaar later. Zijn opvolger, Jan Glastra van Loon, trad aan in 1958, maar Langemeijer bleef voor het onderwijs in de wijsbegeerte van het recht aan tot 1961. Een van zijn leerlingen was Jim Polak, die in 1953 bij hem promoveerde. In 1956 publiceerde Langemeijer het werk Inleiding tot de studie van de wijsbegeerte des rechts, dat in 1970 en 1973 ook in herziene edities verscheen; in 1979 verscheen een supplement: Bij nader inzien. Van 1962 tot 1973 was hij docent rechtsfilosofie aan de universiteit van Amsterdam.
Langemeijer was lid, later voorzitter van de Koninklijke Nederlandse Akademie van Wetenschappen. Hij was redacteur van het Nederlands Juristenblad. Hij was ook lid van de Maatschappij der Nederlandse Letterkunde in Leiden. In 1969-1970 was hij voorzitter van de Nederlandse Juristen-Vereniging bij de jaarvergadering ten gelegenheid van het honderdjarig bestaan van de vereniging.
Van 1 mei 1964 tot 1 mei 1976 was Langemeijer regeringscommissaris voor boek 3, Nieuw Burgerlijk Wetboek. Hij was daarnaast vicevoorzitter van de Staatscommissie voor de Nederlandse Burgerlijke wetgeving.

### Onderscheidingen
- Joost van de Vondelprijs (1978)
- Doctor honoris causa rechtswetenschap Katholieke Universiteit Leuven en eredoctoraten aan de universiteiten van Münster, Gent en Tilburg
- Ridder in de Orde van de Nederlandse Leeuw (1949)
- Grootofficier in de Orde van Oranje-Nassau (1961)
- Ridder Grootkruis in de Orde van Oranje-Nassau (1973)